# کاستل دی لاما
کاستل دی لاما (به ایتالیایی: Castel di Lama) یک کومونه در ایتالیا است که در استان اسکولی پیچنو واقع شده‌است. کاستل دی لاما ۱۱٫۰ کیلومتر مربع مساحت و ۷٬۵۶۸ نفر جمعیت دارد.